# 慢性好酸球性白血病/特発性好酸球増加症候群
慢性好酸球性白血病/特発性好酸球増加症候群(英名: Chronic eosinophilic leukemia / Hyper eosinophilic syndrome ）とは慢性骨髄増殖性疾患の一つであり、原因不明の好酸球増加を特徴とする血液疾患である。
慢性好酸球性白血病はCELと略称され、慢性好酸球増多性白血病などと呼ばれることもある。
特発性好酸球増加症候群はHESと略称され、特発性好酸球増多症や原発性好酸球増加症候群、あるいは単に好酸球増加症候群・好酸球増多症候群・好酸球増加症などと呼ばれることもあるが、寄生虫感染やアレルギー及びT細胞増殖などの好酸球増加をきたす基礎疾患によるものはこの項で解説する特発性好酸球増加症候群には含めない。

## 概要
特発性好酸球増加症候群(以下 HES)では6ヶ月以上継続して末梢血中の成熟した好酸球数が1500個/μLを超え、好酸球の浸潤によりさまざまな臓器の障害が起きる。
骨髄において好酸球が増えることで正常な造血が阻害されたり、好酸球が各臓器、特に心臓、肺、脾臓、皮膚および神経系などに浸潤しさまざまな障害を起こす。心臓への浸潤は生命予後を左右する。
好酸球が増える原因は不明であり、寄生虫感染やアレルギー、IL-5を作り出すT細胞の増殖など二次性・反応性の好酸球増加はHESには含めない。
慢性好酸球性白血病(以下 CEL)はHESの基準を満たし、なおかつ好酸球のクローナルな増殖が証明されるか、または末梢血で芽球が2%以上あるいは骨髄で芽球が5%以上19%以下であれば診断される (芽球が20%以上では急性白血病のカテゴリーになる)。

## 分類
慢性好酸球性白血病・特発性好酸球増加症候群の症例の中に、FIP1L1-PDGFRα融合遺伝子が存在し、メシル酸イマチニブ（グリベック）をはじめとするチロシンキナーゼ阻害薬が著効するものがあることが明らかになってきた。これを踏まえWHO第4版では、好酸球増多症およびPDGFRA、PDGFRBまたはFDFR1遺伝子異常を伴う骨髄/リンパ性腫瘍(Myeloid and lymphoid neoplasms with eosinophilia and abnormalities of PDGFRA, PDGFRB or FGFR1)という独立した疾患単位として扱われることになった。
PDGFRα融合遺伝子を有する場合はほとんどがCELとして発症するが、PDGFRβ融合遺伝子の場合は慢性骨髄単球性白血病として、FGFR1融合遺伝子は急性白血病（骨髄性もリンパ性もありうる）として発症することが多い。
一方、上記の融合遺伝子を認めないCELは慢性好酸球性白血病、他のカテゴリーに入らないもの(Chronic eosicophilic leukemia, not otherwise specified: CEL, NOS)というカテゴリーとなる。

## 症状
発熱、体重減少、貧血、倦怠感、咳、呼吸困難、筋肉痛、血管性浮腫などや、さらに臓器が障害された場合はその障害によりさまざまな症状が起こりえる。

## 疫学
稀であり発症率などは定かではない。これまでは男性に多いとされてきたが、その多くはPDGFRα融合遺伝子陽性である。HESやCEL, NOSの特徴は明らかではない。

## 治療
PDGFRα融合遺伝子陽性例ではイマチニブの反応性は良好で寛解に至りやすい。逆にステロイドの反応性は不良である。ただし複数のチロシンキナーゼ阻害薬に耐性を示す変異も報告されている。
PDGFRα融合遺伝子陰性例に対するイマチニブの適応は明らかではない。効果がみられるとされる場合でも、効果は緩徐で高用量を必要とすることが多いと報告されている。チロシンキナーゼ阻害薬が不応であればステロイドにより治療し、効果が十分でなければヒドロキシカルバミド、さらには他の抗がん剤やインターフェロンαを用いる。

## 予後
患者によりさまざまである。全平均の5年生存率は80%で芽球増加や心臓障害がなければ慢性で良好な経過をたどる。とくに近年使われ始めたメシル酸イマチニブ（グリベック）が著効を示すことが多いため、今後はさらに良くなると思われる。
しかし、心臓に障害が出た場合、芽球が増加し30%以上になった場合は予後不良である。